# Elisa Maria Alves da Costa
Elisa Maria Alves da Costa (Araxá, ? - Araxá, 12 de junho de 2005) foi uma professora e política brasileira do estado de Minas Gerais.
Foi deputada estadual em Minas Gerais na 12ª legislatura (1991 a 1995) pelo PRS.

Foi vereadora e vice-prefeita no município de Araxá.